# Projekt architektoniczno-budowlany
Projekt architektoniczno-budowlany – określenie obiektu budowlanego, które jest integralną częścią projektu budowlanego. Ogłoszenie wymaganego zakresu projektu inwestycji (przedsięwzięcia) ustalonego w formie projektu budowlanego prawo budowlane nakazuje odpowiedniemu ministrowi w postaci rozporządzenia. Minister jest zobowiązany uwzględnić zawartość tego projektu określoną w ustawie mając na uwadze zapewnienie czytelności znajdujących się w nim danych.
Sam projekt architektoniczno-budowlany zdefiniowano w ustawie jako:

określający funkcję, formę i konstrukcję obiektu budowlanego, jego charakterystykę energetyczną i ekologiczną oraz proponowane niezbędne rozwiązania techniczne, a także materiałowe, ukazujące zasady nawiązania do otoczenia, a w stosunku do obiektów użyteczności publicznej i mieszkaniowego budownictwa wielorodzinnego – również opis dostępności dla osób niepełnosprawnych

Projekt architektoniczno-budowlany podlega sprawdzeniu przez osobę posiadającą uprawnienia budowlane do projektowania bez ograniczeń w odpowiedniej specjalności pod względem zgodności z przepisami z uwzględnieniem przepisów techniczno-budowlanych, ale z pominięciem zakresu objętego sprawdzeniem lub opiniowaniem na podstawie przepisów szczególnych. Sprawdzenie to nie jest wymagane dla obiektów budowlanych o prostej konstrukcji, do których zaliczono budynki mieszkalne jednorodzinne oraz niewielkie obiekty gospodarcze, inwentarskie i składowe. Zapewnienie sprawdzenia jest obowiązkiem osoby opracowującej projekt budowlany określanej przez prawo projektantem (twórca projektu budowlanego, który w zależności od potrzeb zapewnia udział innych współtwórców lub robi go sam).